# Trichoneura javanensis
Trichoneura javanensis är en tvåvingeart som beskrevs av Alexander 1936. Trichoneura javanensis ingår i släktet Trichoneura och familjen småharkrankar. Inga underarter finns listade i Catalogue of Life.